# Josephine Omaka
Josephine Omaka (ur. 29 listopada 1993) – nigeryjska lekkoatletka specjalizująca się w biegach sprinterskich.
W 2009 zdobyła złoty medal w biegu na 100 metrów podczas mistrzostw Afryki juniorów oraz dotarła do półfinału biegu na 200 metrów na mistrzostwach świata juniorów młodszych. Zdobyła dwa medale – złoto indywidualnie w biegu na 100 metrów oraz srebro w afrykańskiej sztafecie szwedzkiej – w czasie igrzysk olimpijskich młodzieży, które w 2010 rozegrano w Singapurze. Sukces z 2009 powtórzyła dwa lata później zdobywając w 2011 drugi w karierze tytuł mistrzyni Afryki juniorek w biegu sprinterskim na 100 metrów. 
Rekordy życiowe: bieg na 100 metrów – 11,40 (30 kwietnia 2010, Lagos); bieg na 200 metrów – 23,98 (22 lutego 2009, Kaduna). 

## Osiągnięcia
| Rok  | Impreza                               | Miejsce          | Konkurencja        | Pozycja    | Wynik   |
| ---- | ------------------------------------- | ---------------- | ------------------ | ---------- | ------- |
| 2009 | Mistrzostwa świata juniorów młodszych | Tyrol Południowy | bieg na 200 m      | półfinał   | 25,01   |
| 2009 | Mistrzostwa świata juniorów młodszych | Tyrol Południowy | sztafeta szwedzka  | eliminacje | DQ      |
| 2009 | Mistrzostwa Afryki juniorów           | Bambous          | bieg na 100 m      | 1. miejsce | 11,78   |
| 2009 | Mistrzostwa Afryki juniorów           | Bambous          | sztafeta 4 x 100 m | eliminacje | DQ      |
| 2010 | Igrzyska olimpijskie młodzieży        | Singapur         | bieg na 100 m      | 1. miejsce | 11,58   |
| 2001 | Igrzyska olimpijskie młodzieży        | Singapur         | sztafeta szwedzka  | 2. miejsce | 2:06,19 |
| 2011 | Mistrzostwa Afryki juniorów           | Gaborone         | bieg na 100 m      | 1. miejsce | 11,97   |
| 2011 | Mistrzostwa Afryki juniorów           | Gaborone         | sztafeta 4 x 100 m | 2. miejsce | 46,71   |